# Emmett J. Flynn
Emmett J. Flynn (Denver, 9 novembre 1892 – Hollywood, 4 giugno 1937) è stato un regista statunitense, la cui carriera di regista durò quattordici anni, dal 1917 al 1932, durante i quali diresse trentasei film.
In precedenza, aveva lavorato anche come sceneggiatore, aiuto regista e attore. 

## Biografia
Soprannominato familiarmente Lefty, cominciò a lavorare nel cinema come attore nel 1914, debuttando in un film diretto e prodotto da Hobart Bosworth, The Pursuit of the Phantom. Dopo una breve carriera di aiuto regista, esordì nella regia: diresse il suo primo film, Alimony, che aveva come protagonista Lois Wilson, nel 1917.
Nel 1924, produsse per la Fox The Man Who Came Back, di cui firmò anche la regia. Ha diretto nel 1928 Stanlio e Ollio nel film Le ore piccole. 
Emmett J. Flynn ha lavorato con alcuni dei più noti nomi dello schermo come John Gilbert, Lillian Gish, Lou Tellegen, Anna May Wong, Pauline Starke, Douglas Fairbanks Jr., Tom Mix, Mae Marsh, Betty Compson, William Farnum. Regista versatile, diresse commedie, drammi, film d'azione e western.

### Ultimi anni e morte
Con l'avvento del sonoro, la sua carriera arrivò praticamente alla fine. Il suo ultimo film, Beautiful But Dumb, è del  1932. 
Emmett J. Flynn morì cinque anni più tardi, nel 1937, a Hollywood all'età di quarantaquattro anni.

## Filmografia

### Regista
- Alimony (1917)
- The Racing Strain (1918)
- The Bondage of Barbara (1918)
- Virtuous Sinners (1919)
- A Banchelor's Wife (1919)
- Yvonne from Paris (1919)
- Eastward Ho! (1919)
- Jack brigante benefico (The Lincoln Highwayman) (1919)
- La vallata misteriosa (The Valley of Tomorrow) (1920)
- Shod with Fire (1920)
- Leave It to Me (1920)
- The Untamed (1920)
- L'uomo che osò (The Man Who Dared) (1920)
- Le avventure di un americano alla Corte di re Arturo (A Connecticut Yankee in King Arthur's Court) (1921)
- Shame (1921)
- The Last Trail (1921)
- Quando donna vuole (A Fool There Was) (1922)
- Monte Cristo (1922)
- Without Compromise (1922)
- Hell's Hole (1923)
- In the Palace of the King (1923)
- Nellie, the Beautiful Cloak Model (1924)
- The Man Who Came Back (1924)
- Gerald Cranston's Lady (1924)
- The Dancers (1925)
- Le tre moschettiere (Wings of Youth), regia di Emmett J. Flynn (1925)
- East Lynne (1925)
- The Yankee Señor (1926)
- The Palace of Pleasure (1926)
- Yellow Fingers (1926)
- Married Alive (1927)
- Le ore piccole (Early to Bed)  (1928)
- The Veiled Woman (con il nome Emmett Flynn) (1929)
- L'uomo che voglio (Hold Your Man) (1929)
- The Shannons of Broadway (1929)
- Beautiful But Dumb (1932)

### Aiuto regista
- Captain Macklin, regia di John B. O'Brien (1915)
- L'eroico salvataggio del diretto di Atlantic (His Picture in the Papers), regia di John Emerson (1916)
- Less Than the Dust, regia di John Emerson (1916)

### Attore
- The Pursuit of the Phantom, regia di Hobart Bosworth  (con il nome E.J. Flynn) (1914)
- Big Jim's Heart, regia di John B. O'Brien (1915)

### Sceneggiatore
- The Lincoln Highwayman, regia di Emmett J. Flynn - scenario (1919)
- Shame, regia di Emmett J. Flynn - adattamento e sceneggiatura (1921)
- East Lynne, regia di Emmett J. Flynn - sceneggiatura (1925)
- Beautiful But Dumb, regia di Emmett J. Flynn - adattamento (1932)

### Produttore
- The Man Who Came Back, regia di Emmett J. Flynn (1924)